# Parlons Bonsaï
Parlons Bonsaï est une association loi de 1901 regroupant les amateurs de bonsaï francophones.
L'association fonctionne principalement à travers son site Internet, qui présente une encyclopédie, un annuaire des commerçants et de nombreuses photos d'amateurs, et son forum qui compte en mars 2010 plus de 15000 membres.
En étroite collaboration avec la fédération française de bonsaï, Parlons Bonsaï est régulièrement partenaires des différents congrès et expositions de bonsaï organisés en France. Parlons Bonsaï organise également ses propres évènements comme le salon Bonsaï Fleurs et Jardins à Plourhan (Côtes d'Armor - France) et des stages de formation, intitulés « l'arbre et le geste » animés par quatre adeptes du bonsaï chevronnés français et reconnus au niveau européen.